# Табулятор

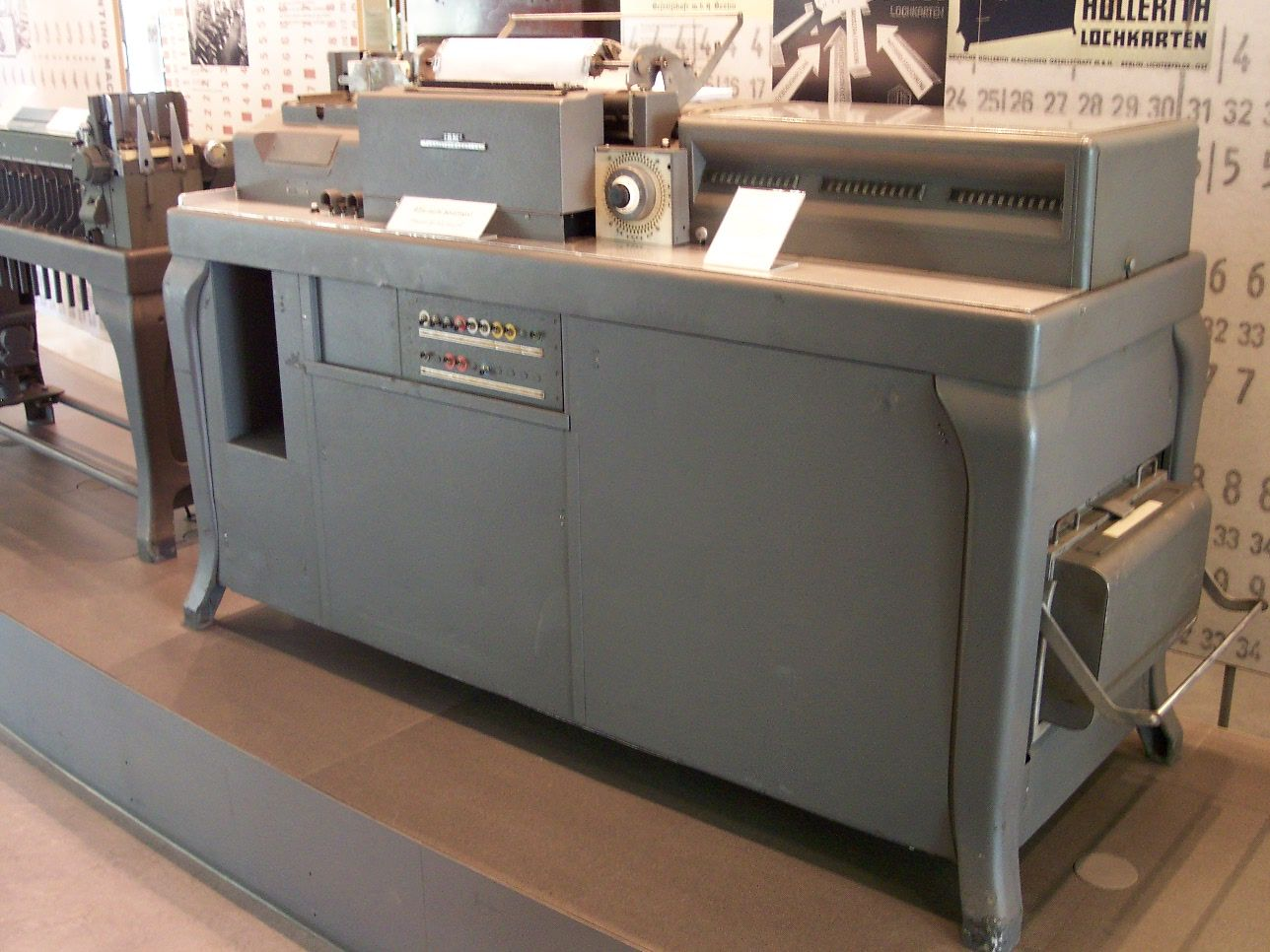
Ранний табулятор фирмы IBM

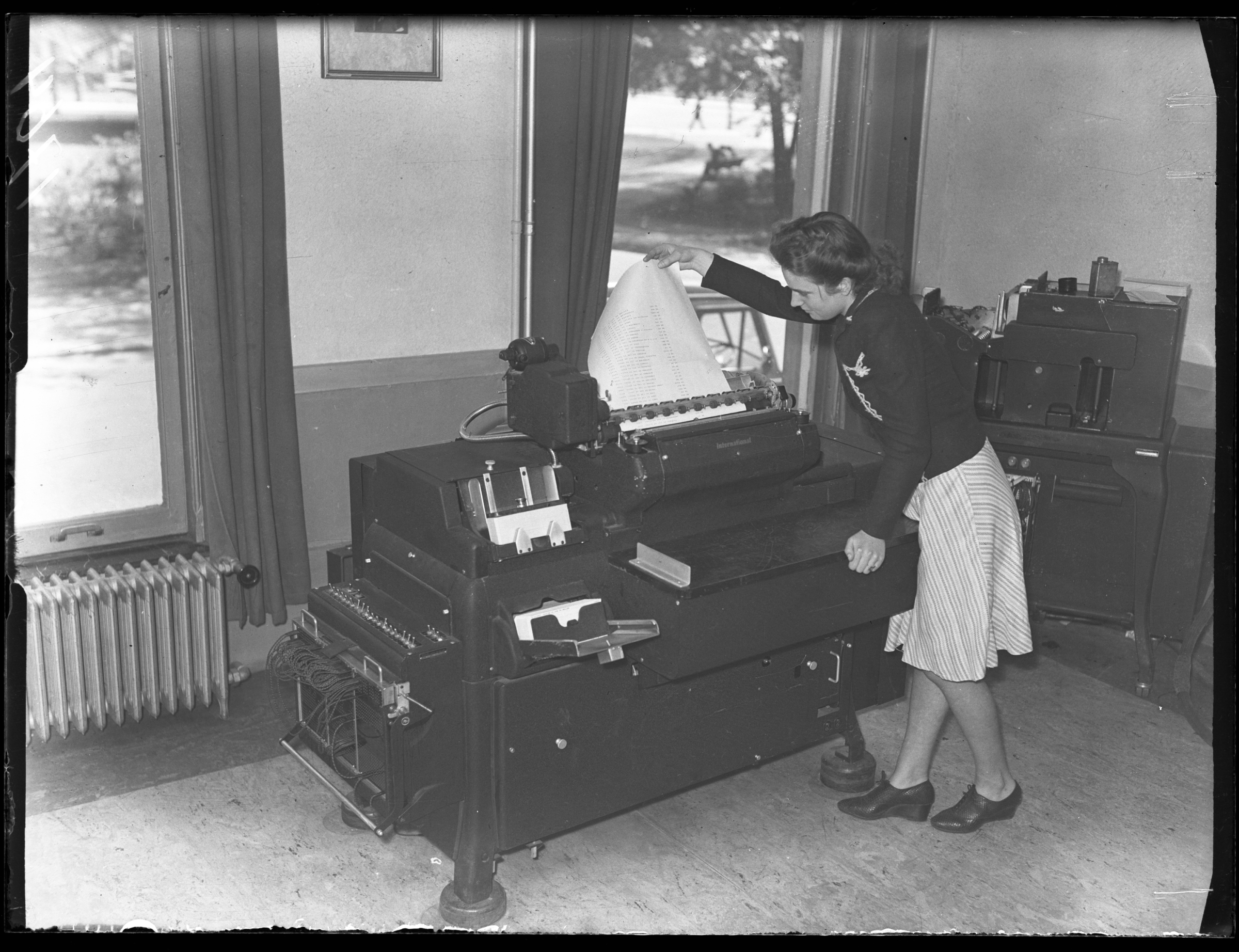
Работа табулятора, 1947 год

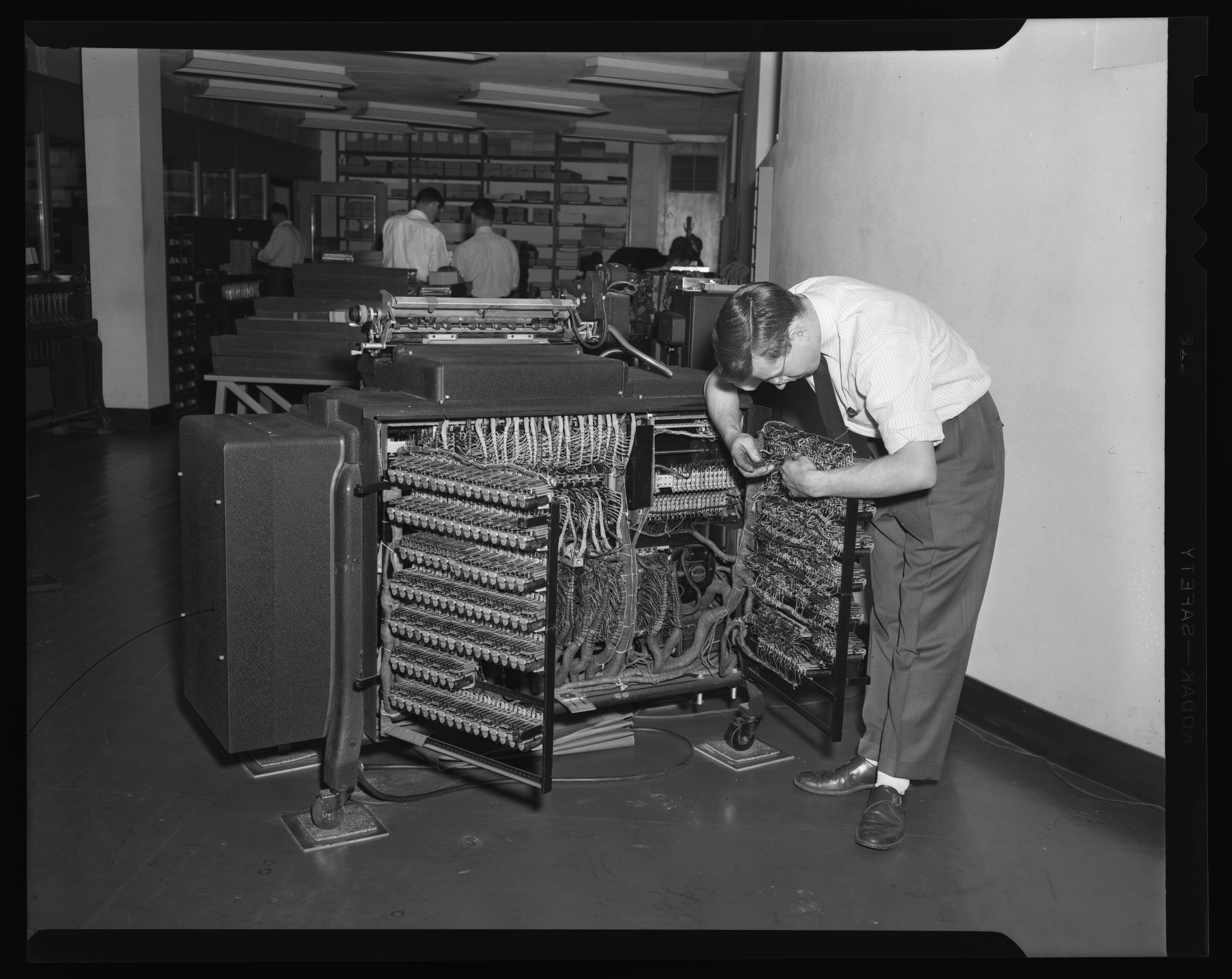
Сотрудник IBM обслуживает табулятор в офисе компании Dow Chemical, 1947 год

Табуля́тор — электромеханическая машина, предназначенная для автоматической обработки (суммирования и категоризации) числовой и буквенной информации, записанной на перфокартах, с выдачей результатов на бумажную ленту или специальные бланки. 
Табуляторы по сравнению с арифмометрами имели большую скорость работы и меньшую вероятность ошибок при вычислениях. Применялись для обработки массивов информации до того, как стали широко распространены электронно-вычислительные машины. В СССР являлись основным технологическим оборудованием машиносчётных станций. Также использовались в вычислительных центрах как вспомогательное оборудование для обработки сравнительно небольших массивов информации, не требующих выполнения логических операций.

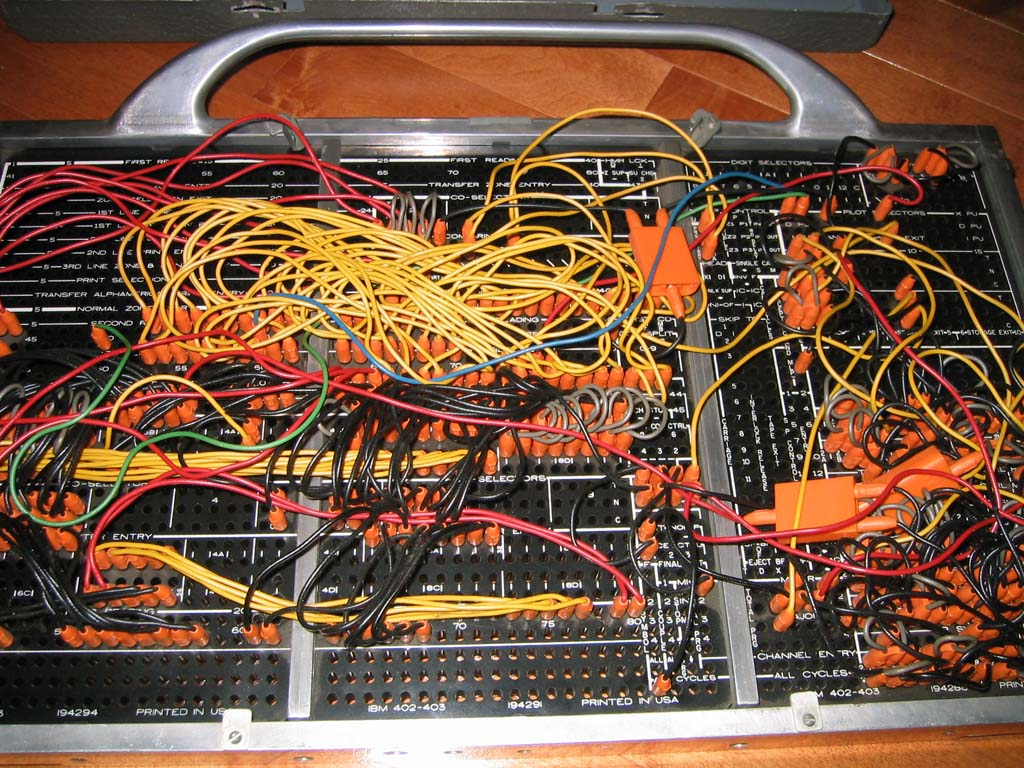
Коммутационная панель суммирующей машины IBM 402

Табуляторы могли достаточно эффективно выполнять действия сложения и вычитания. Умножение и деление выполнялись методом последовательного многократного сложения и вычитания. Работа табулятора производилась в соответствии с набираемой штекерами на коммутационной панели программой.
В комплекс вычислительной техники на основе табулятора входили:
- входной перфоратор для пробивки отверстий в перфокартах;
- контрольник для проверки правильности перенесения информации с исходного документа на перфокарту (обычно  конструировался на основе перфоратора с заменой пробивного устройства воспринимающим);
- сортировальная машина для группировки перфокарт по признакам для дальнейшей обработки;
- табулятор.

С помощью табуляторов в середине 1930-х годов был создан прообраз локальной информационно-вычислительной сети в универмаге города Питтсбурга (США). Там была создана система, состоящая из 250 терминалов, соединенных телефонными линиями с 20 табуляторами. С помощью терминалов считывались данные, выбитые в виде дырочек на ярлыках товаров, после чего эти данные обрабатывались табуляторами и выписывался счёт за покупку.
Табуляторы были сложными техническими устройствами, насчитывающими до 100 000 деталей, общая длина соединительных проводов в них достигала 5 км. Они оказали большое влияние на последующее развитие вычислительной техники, первые поколения ЭВМ унаследовали конструкцию их устройств ввода-вывода с помощью перфокарт. Появление ЭВМ далеко не сразу вытеснило табуляторы, поскольку первые ЭВМ были очень дорогими и громоздкими, а для расчетов заработной платы, нужд статистики и тому подобного, вполне подходили и табуляторы.

## История

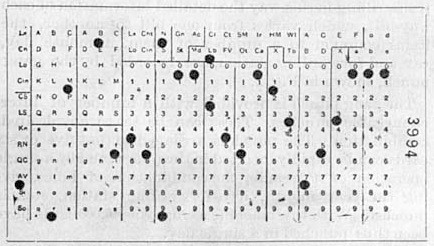
Перфокарта Холлерита

Первый статистический табулятор был построен американцем Германом Холлеритом с целью ускорить обработку результатов переписи населения, которая проводилась в США в 1890 году. В источниках указывается дата изобретения — 29 февраля 1888 года. Идея возможности использования для этих целей перфокарт принадлежала высокопоставленному чиновнику бюро переписи Джону Шоу Биллингсу (будущему тестю Холлерита). К 1890 году Холлерит полностью закончил работу над табулятором. Затем в бюро переписи были проведены испытания, и табулятор Холлерита в соревновании с несколькими другими системами был признан лучшим. С изобретателем был заключен контракт. После проведения переписи Холлерит был удостоен нескольких премий и получил звание профессора в Колумбийском университете.

### Перепись США 1890 года
На обработку переписи 1880 года ушло восемь лет. Поскольку Конституция США предписывает проводить перепись каждые десять лет для распределения как представителей Конгресса, так и прямых налогов между штатами, требовалось сочетание более крупного штата и более быстрых систем регистрации и обработки данных.
В конце 1880-х годов Герман Холлерит, вдохновленный кондукторами, использовавшими отверстия, пробитые в разных местах на железнодорожном билете, для записи сведений о путешественнике, таких как пол и приблизительный возраст, изобрел запись данных на машиночитаемом носителе. Раньше машиночитаемые носители использовались для списков инструкций (не данных) для управления программируемыми машинами, такими как жаккардовые ткацкие станки. «После некоторых первоначальных испытаний с бумажной лентой он остановился на перфокартах …». Холлерит использовал перфокарты с круглыми отверстиями, 12 рядами и 24 столбцами. Карты имели размеры 3-1/4 дюйма на 6-5/8 дюйма. Его табулятор использовал электромеханические соленоиды для увеличения значений механических счетчиков. Набор подпружиненных проводов был подвешен над считывателем карт. Карта располагалась над лужами ртути, соответствующими возможным позициям отверстий в карте. Когда провода были прижаты к карте, перфорированные отверстия позволяли проводам погружаться в лужицы ртути, создавая электрический контакт, который можно было использовать для подсчета, сортировки и включения звонка, чтобы сообщить оператору, что карта была прочитана . Табулятор имел 40 счетчиков, каждый с циферблатом, разделенным на 100 делений, с двумя стрелками-индикаторами; один шагал на одну единицу с каждым счетным импульсом, другой продвигался на одну единицу каждый раз, когда другой циферблат делал полный оборот. Такое расположение позволяло насчитывать до 9999. Во время данного прогона табулирования счетчики могут быть назначены определенному отверстию или, используя релейную логику, комбинации отверстий, например, для подсчета замужних женщин. Если карту нужно было отсортировать, крышка отсека сортировочного ящика открывалась для хранения карты, выбор отсека зависел от данных на карте.
Метод Холлерита был использован для переписи 1890 года. Клерки использовали клавиатуру, чтобы пробить отверстия в карточках, вводя возраст, штат проживания, пол и другую информацию из деклараций. Было заполнено около 100 миллионов карт, и «карты прошли через машины только четыре раза за все время операций». По данным Бюро переписи населения США, результаты переписи были «… завершены на несколько месяцев раньше срока и с расходами намного меньше запланированного бюджета».

### Последующие события
Преимущества технологии для целей бухгалтерского и складского учета были очевидны. Холлерит начал свой собственный бизнес под названием The Hollerith Electric Tabulating System, специализируясь на оборудовании для обработки данных с перфокартами. В 1896 году он учредил компанию Tabulating Machine Company. В том же году он представил интегрирующий табулятор Холлерита, который мог складывать числа, закодированные на перфокартах, а не просто подсчитывать количество отверстий. Перфокарты по-прежнему считывались вручную с помощью считывателя, состоящего из игл и ртутного контакта. В 1900 году в переписи населения США того года использовался автоматический табулятор компании Холлерита.
Среди покупателей Холлерита были железнодорожные компании, правительственные учреждения и различные торговые организации. Партия табуляторов была также закуплена Российской империей. Этому предприятию сопутствовал успех. С годами оно претерпело ряд изменений — слияний и переименований. С 1924 года фирма Холлерита стала называться IBM.

## В СССР
В СССР для обработки цифровой информации выпускались табуляторы моделей Т-5М, Т-5МУ и Т-5МВ. В них была возможность замены блока для считывания 80-колонных перфокарт на блок для работы с 45-колонными картами и наоборот.
Для работы с алфавитно-цифровой информацией предназначались табуляторы модели ТА80-1. Табуляторы моделей Т-5МУ, Т-5МВ и ТА80 могли работать совместно с электронными вычислительными и умножающими приставками (ЭВП и ЭУП), позволявшими производить быстрое умножение и деление.

## В культуре
В советком художественном фильме «Дело было в Пенькове» главная героиня Тоня приводит табулятор в качестве примера компьютера того времени: "Знаете, Дарья Семеновна, придет время — машины будут подсчитывать ваши заработки. Заложим в автомат описание выполненных работ, — а оттуда выскочит листок. И на нем будут напечатаны ваши трудодни. Точно, без всяких ошибок. [...] Уже существуют такие машины. Называются табуляторы".